# Changchun Longjia International Airport
Changchun Longjia International Airport (kinesiska: 长春龙嘉国际机场) är en flygplats i Kina. Den ligger i prefekturen Changchun Shi och provinsen Jilin, i den nordöstra delen av landet, omkring 40 kilometer öster om provinshuvudstaden Changchun.
Runt Changchun Longjia International Airport är det tätbefolkat, med 947 invånare per kvadratkilometer. Närmaste större samhälle är Xinglongshan, 18,1 km väster om Changchun Longjia International Airport. Trakten runt Changchun Longjia International Airport består till största delen av jordbruksmark.
Genomsnittlig årsnederbörd är 992 millimeter. Den regnigaste månaden är juli, med i genomsnitt 225 mm nederbörd, och den torraste är januari, med 13 mm nederbörd.